# Gabriel (pocisk)
Gabriel (hebr. ‏גבריאל‎, Gawri’el) – rodzina izraelskich przeciwokrętowych pocisków kierowanych woda-woda, powietrze-woda, produkcji Israel Aerospace Industries. Od momentu wprowadzenia pocisku do służby na przełomie lat 60. i 70. XX wieku powstało już pięć jego wersji.

## Historia
Początki izraelskiego programu badań nad przeciwokrętowymi pociskami rakietowymi związane były z potrzebą przezbrojenia izraelskich niszczycieli z torped i dział na mające większe osiągi rakiety. Już w 1954 roku przedsiębiorstwo Rafael pracowało nad pociskiem G-25, który naprowadzany był na cel za pomocą dżojstika. Maksymalny zasięg tego pocisku wynosił 20 km, ale uzależniony był od zasięgu widzenia osoby naprowadzającej. Pocisk ten był opracowywany dla Sił Powietrznych Izraela, które chciały wykorzystać go w samolotach Douglas C-47 Skytrain. Projekt przekazano z czasem do Korpusu Artylerii. W jego ramach powstała jednostka o nazwie Bateria 422, którą włączono w struktury Korpusu Morskiego. W 1959 roku wyrzutnię tego pocisku, którego nazwę przemianowano na Luz, zainstalowano na niszczycielu „Hajfa”. W tym samym roku przeprowadzono pomyślnie pierwszy test pocisku. Kolejne testy wykazały, że dym wytwarzany podczas wystrzeliwania pocisku uniemożliwia celującemu naprowadzenie pocisku. Dalsze prace nad pociskiem zawieszono ze względu na program rakietowy Egiptu, co wymusiło reorganizację priorytetów Armii Obrony Izraela . Projekt został jednak przejęty przez Israel Aerospace Industries i zespół Uriego Ewen Towa. Tam projektowi nadano nazwę Gawri’el. Po serii udanych testów i strzelań Korpus Morski postanowił przyjąć pocisk na swoje wyposażenie . Ze strony Korpusu Morskiego w projekt pocisku i jego wdrożenie zaangażowany był Szelomo Erel, który wówczas był szefem Wydziału Morskiego, struktury zajmującej się badaniami i rozwojem na rzecz izraelskiej marynarki. Pierwsze użycie pocisków miało miejsce podczas wojny Jom Kipur, kiedy wystrzelono 50 pocisków, a około połowa z nich trafiła w cel.

## Wersje pocisku

### Gabriel 1
Gabriel 1 miał standardową budowę. Głowica bojowa znajdowała się na początku rakiety, później część odpowiedzialna za naprowadzanie, a na końcu zbiornik z paliwem i silnik. Cztery nieskładane lotki sterujące znajdowały się na końcu i na środku korpusu pocisku. Pocisk wystrzeliwany był ze specjalnego pojemnika zamontowanego na obrotowym stanowisku.
Naprowadzanie pocisku wymagało, aby cel był wykrywany przez radar okrętu, a pocisk naprowadzany był przez celowniczego.
Pociski Gabriel 1 były używane wyłącznie przez Korpus Morski.

### Gabriel 2
Pociski Gabriel 2 weszły do służby w 1976 roku. Ich zasięg został zwiększony do 35 km, a masa głowicy bojowej do 180 kg. Wersja druga pocisku miała ten sam napęd i system naprowadzania, co Gabriel 1. Zmiany te doprowadziły także do zwiększenia masy pocisku do 522 kg.
Pod koniec lat 70. XX wieku pociski Gabriel 2 zostały sprzedane do RPA (wykorzystywane pod nazwą Skorpioen) i Tajwanu (pod nazwą Hsiung Feng I) i były tam produkowane na licencji.

### Gabriel 3 i Gabriel 3AS
W 1979 roku Izraelczycy wprowadzili ulepszenie w systemie nawigowania pociskiem. Zastosowano w nim samonaprowadzanie aktywne, pozwalające na użytkowanie pocisku w systemie wystrzel i zapomnij. Zasięg pocisku pozostał ten sam, co w poprzedniej wersji. Do służby wszedł w 1980 roku.
Wraz z trzecią wersją wprowadzono na uzbrojenie pocisk, który może być przenoszony przez samoloty (Gabriel 3AS). Wprowadzono go do użytku w 1982 roku. Do jego przenoszenia przystosowano samoloty: A-4 Skyhawk, Kfir, F-4 Phantom i Sea Scan. Wersja AS charakteryzuje się trzema sposobami naprowadzania na cel:
- przekazywanie danych o celu z radaru samolotu,
- pozyskiwanie danych o celu ze źródeł zewnętrznych (np. inny samolot lub BSP),
- wprowadzanie danych w panelu systemu kierowania ogniem.

### Gabriel 4
W 1985 roku opracowano czwartą wersję pocisku, znaną również jako Gabriel 4LR. Jej zasięg zwiększono do 200 km. Zwiększeniu uległa również waga pocisku (960 kg) oraz masa głowicy bojowej (240 kg). Zastosowano ten sam system nawigacji, co w pocisku Gabriel 3, ale w celach oddalonych powyżej 50 km można zaktualizować dane o celu. Napęd w tej wersji zapewnia silnik turboodrzutowy Sorek 4.

### Gabriel 5
25 września 2020 roku miał miejsce przeprowadzony z sukcesem test najnowszej wersji pocisku. Do jego przeprowadzono głowicy bojowej, która zniszczyła pływający na Morzu Śródziemnym cel. Prace nad nim miały trwać od 2009 roku . Nowy pocisk ma długość 5,5 m, waży 1250 kg, a zasięg wynosi ponad 200 km. Nowa wersja pocisku naprowadzana jest w systemach GPS i INS. Pozwalają one na wcześniejsze zaplanowanie trasy lotu  .
Informacja o nowym pocisku została ujawniona dopiero po tym, jak Finlandia zakupiła dla swojej Merivoimat 50 pocisków za sumę 162 000 000 euro z możliwością rozszerzenia kontraktu na sumę 193 000 000 euro . Po zakupie pocisków przez Finlandię, Korpus Morski Izraela również ogłosił chęć zakupu. W Gabriele 5 mają zostać uzbrojone korwety rakietowe typu Sa’ar 5 i korwety rakietowe typu Sa’ar 6 .
IAI ogłosiło utworzenie spółki joint venture z singapurskim przedsiębiorstwem ST Engineeing w celu promocji i sprzedaży pocisku na rynek azjatycki i nie tylko, pod nazwą Blue Spear . Kupno pocisków Blue Spear ogłosiła już Estonia  .
IAI podjęło także współpracę z Thales Group w celu złożenia oferty sprzedaży pocisków Gabriel 5 dla Royal Navy do fregat rakietowych typu 23 pod nazwą Sea Serpent. Według doniesień, pocisk Sea Serpent ma możliwość operowania nie tylko na otwartym morzu, ale także w obszarach nadbrzeżnych. Zainstalowano w nim systemy sprawiające, że pocisk nie jest podatny na aktywne i pasywne elektroniczne środki ochrony .
W sierpniu 2022 roku pocisk Gabriel 5 pomyślnie przeszedł fazę testów i ogłoszono oficjalnie, że pociski tego typu zostaną włączone do wyposażenia bojowego korwet rakietowych typu Sa’ar 6 .

## Charakterystyka
|                           | Gabriel 1                                       | Gabriel 2                                       | Gabriel 3                                       | Gabriel 4             | Gabriel 5             |
| ------------------------- | ----------------------------------------------- | ----------------------------------------------- | ----------------------------------------------- | --------------------- | --------------------- |
| długość (m)               | 3,55                                            | 3,42                                            | 3,85                                            | 4,7                   | 5,5                   |
| średnica (m)              | 0,32                                            | 0,34                                            | 0,34                                            | 0,44                  | b.d.                  |
| waga (kg)                 | 400                                             | 522                                             | 560                                             | 960                   | 1250                  |
| masa głowicy bojowej (kg) | 160                                             | 180                                             | 150                                             | 240                   | b.d.                  |
| napęd                     | jednostopniowy silnik rakietowy na paliwo stałe | jednostopniowy silnik rakietowy na paliwo stałe | jednostopniowy silnik rakietowy na paliwo stałe | silnik turboodrzutowy | silnik turboodrzutowy |
| zasięg (km)               | 20                                              | 35                                              | 35                                              | 200                   | ponad 200             |

## Użytkownicy
Według Stockholm International Peace Research Institute państwami, które użytkują pociski Gabriel są:
- Chile (Gabriel 1, Gabriel 2),
- Ekwador (Gabriel 2),
- Estonia (Gabriel 5, pod nazwą Blue Spear),
- Finlandia (Gabriel 5 ANAM),
- Kenia (Gabriel 2),
- Meksyk (Gabriel 2),
- RPA (Gabriel 2, produkowane na licencji pod nazwą Skorpioen),
- Singapur (Gabriel 1),
- Sri Lanka (Gabriel 2),
- Tajlandia (Gabriel 1),
- Tajwan (Gabriel 2, produkowane na licencji pod nazwą Hsiung Feng 1).